# Миягава, Кадзуо
Кадзуо Миягава (яп. 宮川 一夫; 25 февраля 1908, Киото — 7 августа 1999, Токио) — японский кинооператор, неоднократный лауреат национальных кинопремий Японии (три награды Японской Киноакадемии, шесть премий «Майнити»). Считается одним из лучших операторов в истории японского кино.
Начал в фильмах Хироси Инагаки. Лучше всего известен по работе с такими режиссёрами, как Акира Куросава (Миягава получил широкую известность после работы в фильме Куросавы «Расёмон»), Кэндзи Мидзогути, Ясудзиро Одзу, Ясудзо Масумура, Кон Итикава.

## Избранная фильмография
- 1950 — Расёмон (реж. Акира Куросава)
- 1953 — Сказки туманной луны после дождя (реж. Кэндзи Мидзогути)
- 1953 — Гейша (реж. Кэндзи Мидзогути)
- 1954 — Управляющий Сансё (реж. Кэндзи Мидзогути)
- 1956 — Район красных фонарей (реж. Кэндзи Мидзогути)
- 1958 — Пламя (реж. Кон Итикава)
- 1958 — Бэнтэн Кодзо (реж. Дайскэ Ито)
- 1959 — Плывущие водоросли (реж. Ясудзиро Одзу)
- 1959 — Ключ (реж. Кон Итикава)
- 1961 — Телохранитель (реж. Акира Куросава)